# Войцеховский, Адольф Доминикович
Адо́льф Доми́никович Во́йцеховский (12 марта 1875 — 25 октября 1956) — матрос знаменитого крейсера «Варяг» Русского императорского флота, вестовой командира крейсера В. Ф. Руднева, участник боя у Чемульпо во время русско-японской войны.
В 1905 году, проходя службу на броненосце «Потёмкин», участвовал в восстании.

## Биография

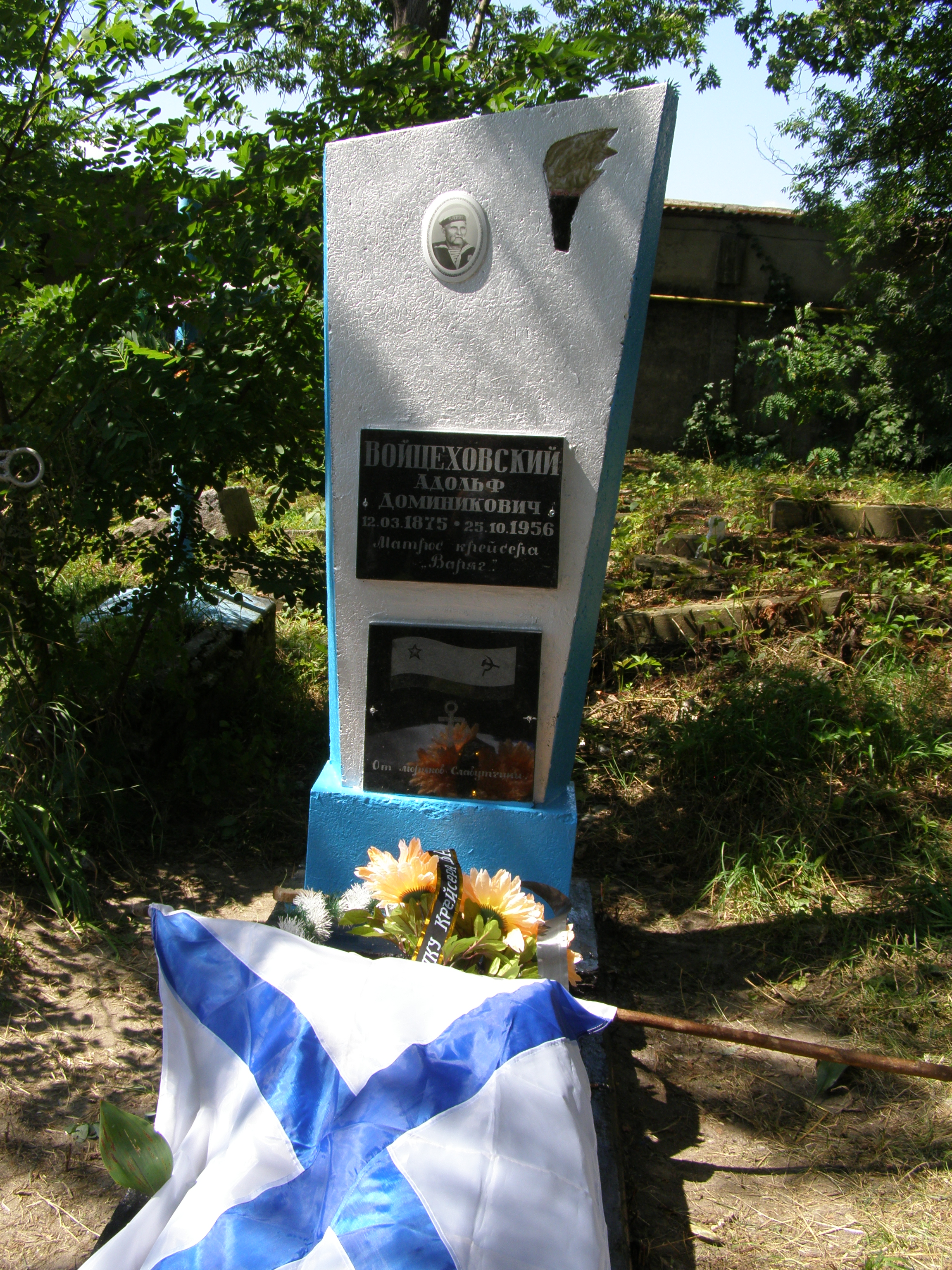
Могила Войцеховского А. Д., 2012 г.

Родился в крестьянской семье вдалеке от моря. Закончил один класс церковно-приходской школы. Отец больше думал о том, чтобы дети умели ходить за плугом, косить, плотничать… Под впечатлением рассказов дяди, в 1896 году уезжает в Одессу и устраивается юнгой к дяде на корабль, капитану торгового судна Дмитрию Войцеховскому.
В 1900 году возвращается в родное село для прохождения военной комиссии и призывается на флот. Вскоре был зачислен в экипаж на крейсер «Варяг».
27 января 1904 года участвовал в бою у Чемульпо наводчиком орудия. После боя, по прибытии на рейд, командиром крейсера В. Ф. Рудневым был назначен вестовым в связи с ранением Тихона Прокофьевича Чибисова. Спас машиниста Крылова Степана Давыдовича. Одним из последних покинул крейсер.
За бой при Чемульпо наряду с другими нижними чинами был награждён знаком отличия Военного ордена 4-й степени № 97920 и медалью «За бой „Варяга“ и „Корейца“».
Из Либавы Адольфа Доминиковича направили на Черноморский флот, а в Севастополе его зачислили в команду эскадренного броненосца «Князь Потёмкин-Таврический». Там он познакомился с земляком Григорием Никитичем Вакуленчуком и подружился с ним. После восстания и гибели Григория, в числе двенадцати матросов присутствовал на похоронах 16 июня 1905 года в Одессе.
25 июня 1905 года, после схода с корабля в порту Констанца, уезжает в Галац.
За участие в восстании был лишён наград и, как и весь экипаж броненосца, подлежал задержанию, обыску и препровождению в Севастополь в распоряжение Военного прокурора; этот список департаментом полиции был разослан по всем губерниям. Преследуемый царским правительством, двенадцать лет пришлось скрываться в Румынии вместе с командой броненосца.
В 1916 году, когда русские войска вступили на территорию Румынии, матрос добровольцем вступил в 53-й пехотный Волынский полк, где был назначен в артиллерийский расчет наводчиком. На Родину, в Севастополь, возвратился из Румынии лишь в мае 1917 года. По состоянию здоровья оставил службу на флоте и уехал в родное село.
Вернувшись в Погорелое, никого из семьи не застал: отец с матерью умерли, братья и сестры разъехались в поисках лучшей жизни; так из семи братьев и шести сестёр он остался один в родном селе. В селе его избрали председателем комитета бедноты, позднее организовал сельскохозяйственную артель имени Тараса Шевченко. Затем переехал в село под Шепетовкой, где жил до 1943 года.
В 1943 году в Шепетовское отделение гестапо поступил донос «на причастность к партизанам», по которому его арестовали и повезли к коменданту. По дороге Адольфу Доминиковичу удалось сбежать от конвоиров и скрываться вплоть до 1944 года в Славуте, пока войска 1-го Украинского фронта не освободили город.
Известность к Адольфу Доминиковичу пришла после того, как 19 апреля 1944 года в доме Адольфа Доминиковича разместился на ночлег корреспондент журнала «Военный вестник» подполковник Иван Ильич Пономарёв, прибывший в Славуту, где размещался штаб и политуправление фронта. Летом 1946 года И. И. Пономарёв, по воспоминаниям Адольфа Доминиковича, пишет очерк «Быль о „Варяге“», который опубликовала «Комсомольская правда» 30 июня 1946 года.
Редакция газеты «Комсомольская правда» приглашает Адольфа Доминиковича в Москву, где ему оказывают сердечный прием. После этого последовали выступления по радио в «краснофлотском часе», на собраниях, вступление в комсомол, приёмы у высокопоставленных руководителей:
- 12 июля 1946 года выступления по радио в «краснофлотском часе».
- 13 июля 1946 года был на приеме у Главкома ВМФ адмирала флота СССР Н. Г. Кузнецова[1], который по завершении беседы вручил Адольфу Доминиковичу медаль «За победу над Японией» и разрешил носить постоянно морскую форму.
- 15 июля 1946 года был в Колонном зале Дома Союзов на вечере выпускников школы рабочей молодежи.
- 19 июля 1946 года был на приеме у Председателя Президиума Верховного Совета СССР Н. М. Шверника.
- 20 июля 1946 года в клубе завода «Серп и Молот» был на встрече с молодежью (подробнее — в книге И. И. Пономарёва «Судьбы героев», Мурманское книжное издательство, 1961[2]).

26 августа 1946 года Адольф Доминикович возвращается в Славуту.
В 1948 году вместе с бывшими матросами крейсера «Варяг» — Степаном Давыдовичем Крыловым, Кузьмой Васильевичем Хватковым, Тихоном Прокофьевичем Чибисовым и Иваном Ефимовичем Капленковым отдыхал в подмосковном санатории.
18 ноября 1948 года в деревне Савино Тульской области матросы с «Варяга» возложили венок на могилу своего командира В. Ф. Руднева.
В августе 1949 года Адольф Доминикович приехал в Одессу. Он побывал в гостях у моряков китобойной флотилии «Слава», у курсантов мореходного училища, выступал с воспоминаниями в Зелёном театре.
Побывал на могиле друга Григория Вакуленчука.
В июле 1950 года был в гостях на Балтийском флоте.
8 февраля 1954 года Адольф Доминикович был на вечере, посвященному 50-летию со дня героического подвига моряков крейсера «Варяг», который проходил в Центральном Доме Советской Армии. Все матросы крейсера были награждены медалями «За отвагу» (Указ президиума Верховного Совета СССР № 54 от 08.02.1954 г.)
25 июня 1955 года в Центральном Доме Советской Армии состоялось открытие юбилейного торжества в ознаменование 50-летия восстания на «Потёмкине». В торжественной обстановке матросы броненосца «Потёмкин» были награждены орденами, в частности Адольф Доминикович награждён орденом Красной Звезды (Указ президиума Верховного Совета СССР от 20.07.1955 г.)
25 октября 1956 года, проживавший в городе Славута по ул. Мануильского 59, матрос крейсера «Варяг» и броненосца «Потёмкин» на 81-м году ушёл из жизни и с почестями предан земле.

## Память
- В 2012 году на могиле А. Д. Войцеховского в городе Славута восстановлен памятник.

## Интересные факты
- В 2004 году Георгиевский крест № 97920 и медали Российской империи, принадлежавшие Войцеховскому А. Д., куплены на аукционе за 19500 долларов (лот 59)[3].

## Галерея

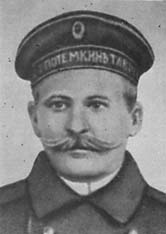
Войцеховский А. Д. (1905г.)
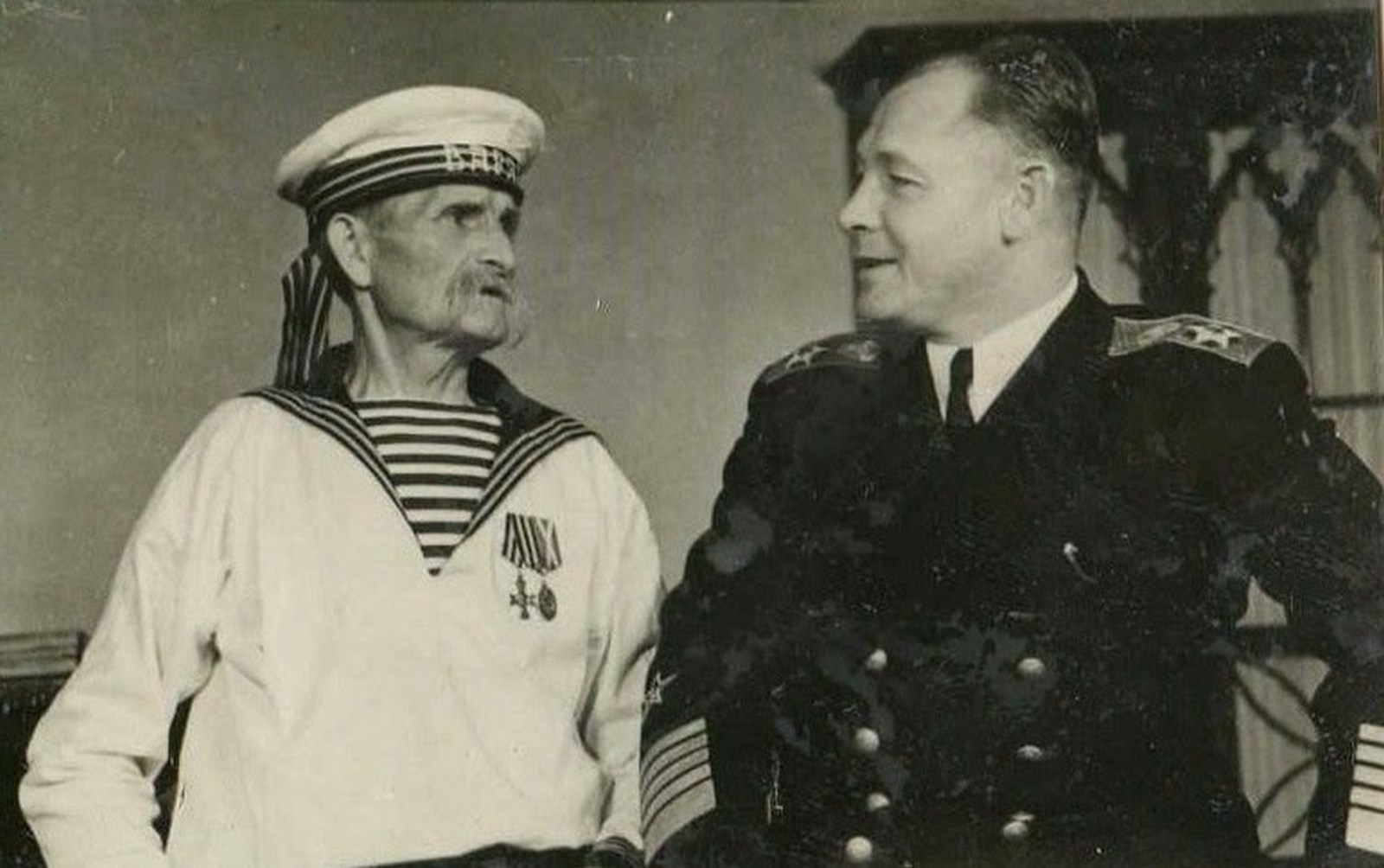
Войцеховский на приеме у Кузнецова
A. Д. Войцеховский
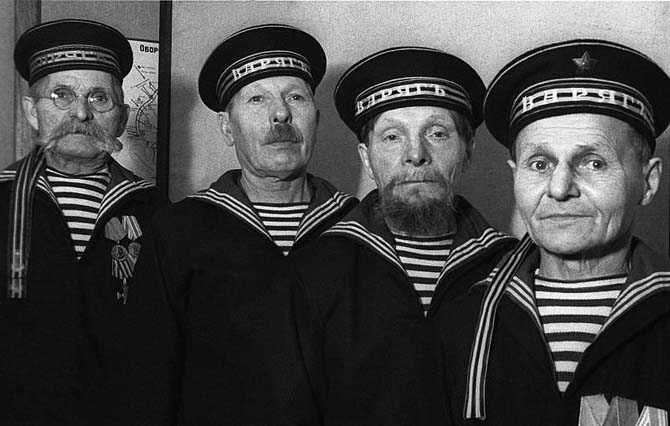
Встреча матросов с Варяга в ВПА им. Ленина
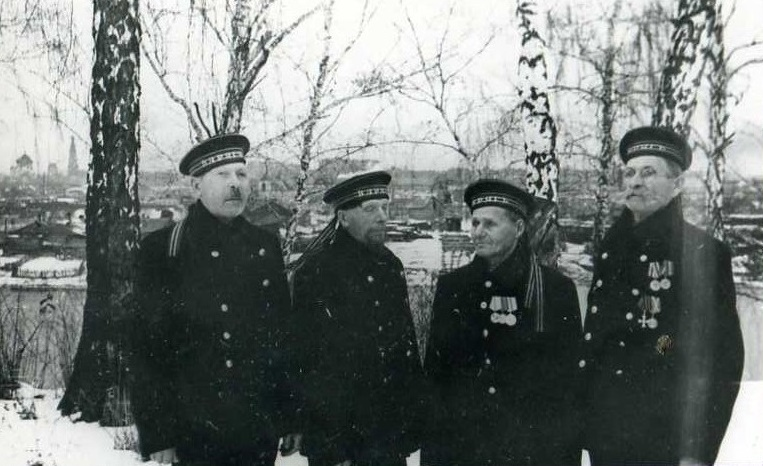
Встреча матросов с Варяга